# Smeringopus lineiventris
Smeringopus lineiventris är en spindelart som beskrevs av Simon 1890. Smeringopus lineiventris ingår i släktet Smeringopus och familjen dallerspindlar. Inga underarter finns listade i Catalogue of Life.